# OR10W1
OR10W1 (англ. Olfactory receptor family 10 subfamily W member 1) – білок, який кодується однойменним геном, розташованим у людей на короткому плечі 11-ї хромосоми. Довжина поліпептидного ланцюга білка становить 305 амінокислот, а молекулярна маса — 33 376.
| 10         |  | 20         |  | 30         |  | 40         |  | 50         |
| ---------- |  | ---------- |  | ---------- |  | ---------- |  | ---------- |
| MEFVFLAYPS |  | CPELHILSFL |  | GVSLVYGLII |  | TGNILIVVSI |  | HTETCLCTSM |
| YYFLGSLSGI |  | EICYTAVVVP |  | HILANTLQSE |  | KTITLLGCAT |  | QMAFFIALGS |
| ADCFLLAAMA |  | YDRYVAICHP |  | LQYPLLMTLT |  | LCVHLVVASV |  | ISGLFLSLQL |
| VAFIFSLPFC |  | QAQGIEHFFC |  | DVPPVMHVVC |  | AQSHIHEQSV |  | LVAAILAIAV |
| PFFLITTSYT |  | FIVAALLKIH |  | SAAGRHRAFS |  | TCSSHLTVVL |  | LQYGCCAFMY |
| LCPSSSYNPK |  | QDRFISLVYT |  | LGTPLLNPLI |  | YALRNSEMKG |  | AVGRVLTRNC |
| LSQNS      |  |            |  |            |  |            |  |            |

A: Аланін

C: Цистеїн

D: Аспарагінова кислота

E: Глутамінова кислота

F: Фенілаланін

G: Гліцин

H: Гістидин

I: Ізолейцин

K: Лізин

L: Лейцин

M: Метіонін

N: Аспарагін

P: Пролін

Q: Глутамін

R: Аргінін

S: Серин

T: Треонін

V: Валін

Кодований геном білок за функціями належить до рецепторів, g-білокспряжених рецепторів, білків внутрішньоклітинного сигналінгу. 
Локалізований у клітинній мембрані, мембрані.